# Badischer Landesposaunentag
Der Badische Landesposaunentag ist eine kirchenmusikalische Großveranstaltung der Landesarbeit der Evangelischen Posaunenchöre in Baden, die derzeit alle vier Jahre an einem Wochenende im Juli stattfindet.
Zu diesem Bläsertreffen kommen hauptsächlich Blechbläser aus Posaunenchören im Einzugsgebiet der Evangelischen Landeskirche in Baden zusammen, um vorwiegend geistliche Werke aller Epochen und Stile zu musizieren und Gottesdienste zu feiern. Traditionell versammeln sich hierzu rund 2000 Bläser, die unter Leitung der badischen Landesposaunenwarte gemeinsam musizieren. Darüber hinaus gibt es Ausstellungen, Konzerte und Workshopangebote.

## Geschichte
Seit Gründung der Landesarbeit der Evangelischen Posaunenchöre in Baden wurden folgende Landesposaunentage veranstaltet:
| Jahr | Ort                                                   | Motto                                                                            |
| ---- | ----------------------------------------------------- | -------------------------------------------------------------------------------- |
| 1936 | 1. Landesposaunentag in Heidelberg                    | „Gott Vater, Sohn und Heiliger Geist“                                            |
| 1938 | 2. Landesposaunentag in Lahr                          | „Jesus Christus gestern und heute und derselbe auch in Ewigkeit“                 |
| 1948 | 3. Landesposaunentag in Baden-Baden                   | „Der Wächter ruft zur Stunde“                                                    |
| 1949 | 4. Landesposaunentag in Heidelberg                    |                                                                                  |
| 1952 | 5. Landesposaunentag in Karlsruhe                     | „Erhalt uns, Herr, bei deinem Wort“                                              |
| 1954 | 6. Landesposaunentag in Karlsruhe                     | „Kommt her zu mir, spricht Gottes Sohn“                                          |
| 1956 | 7. Landesposaunentag in Karlsruhe                     | „Lasset euch versöhnen mit Gott“                                                 |
| 1958 | 8. Landesposaunentag in Karlsruhe                     | „Lobet Gott in allen Landen“                                                     |
| 1959 | Südbadischer Regionalposaunentag in Lörrach           | „Glaubet ihr nicht, so bleibet ihr nicht“                                        |
| 1960 | 9. Landesposaunentag in Karlsruhe                     | „Ich glaube an den dreieinigen Gott“                                             |
| 1961 | Mittelbadischer Regionalposaunentag in Kehl           | „So jemand auch kämpft, wird er doch nicht gekrönt, er kämpfe denn recht“        |
| 1962 | 10. Landesposaunentag in Karlsruhe                    | „Betet ohne Unterlaß“                                                            |
| 1963 | Nordbadischer Regionalposaunentag in Mosbach          | „Siehe, dein König kommt zu dir“                                                 |
| 1964 | 11. Landesposaunentag in Karlsruhe                    | „Unser Herr kommt“                                                               |
| 1965 | Südbadischer Regionalposaunentag in St. Georgen/Schw. | „Ihr werdet meine Zeugen sein“                                                   |
| 1966 | 12. Landesposaunentag in Karlsruhe                    | „Siehe, ich sende euch!“                                                         |
| 1967 | Mittelbadischer Regionalposaunentag in Pforzheim      | „Gott ist gegenwärtig“                                                           |
| 1969 | 13. Landesposaunentag in Karlsruhe                    | „Groß und wunderbar sind Gottes Werke“                                           |
| 1971 | 14. Landesposaunentag in Karlsruhe                    | „Gib mir einen neuen beständigen Geist“                                          |
| 1972 | Südbadischer Regionalposaunentag in Schiltach         | „Ich will den Herrn loben allezeit; sein Lob soll immerdar in meinem Munde sein“ |
| 1973 | 15. Landesposaunentag in Karlsruhe                    | „Wirklich und wahrhaftig frei“                                                   |
| 1975 | 16. Landesposaunentag in Karlsruhe                    | „Der verlorene Sohn“                                                             |
| 1977 | 17. Landesposaunentag in Karlsruhe                    | „Ich halte euch die Türe offen“                                                  |
| 1979 | Nordbadischer Regionalposaunentag in Mosbach          | „Das Volk Gottes auf dem Weg durch die Zeit“                                     |
| 1979 | Mittelbadischer Regionalposaunentag in Pforzheim      | „Das Volk Gottes auf dem Weg durch die Zeit“                                     |
| 1979 | Südbadischer Regionalposaunentag in Donaueschingen    | „Das Volk Gottes auf dem Weg durch die Zeit“                                     |
| 1981 | 18. Landesposaunentag in Eppelheim bei Heidelberg     | „Kommt, wir wollen wieder zum Herrn!“                                            |
| 1984 | 19. Landesposaunentag in Offenburg                    | „Befreit von Angst“                                                              |
| 1987 | 20. Landesposaunentag in Offenburg                    | „Gott bleibt treu“                                                               |
| 1990 | 21. Landesposaunentag in Offenburg                    | „Jesus hilft Leben“                                                              |
| 1993 | 22. Landesposaunentag in Offenburg                    | „Alles, was atmet, lobe den Herrn!“                                              |
| 1996 | 23. Landesposaunentag in Offenburg                    | „Die Güte des Herrn ist es“                                                      |
| 1999 | 24. Landesposaunentag in Mannheim                     | „Töne der Hoffnung“                                                              |
| 2002 | 25. Landesposaunentag in Lörrach                      | „Gottes Lob - grenzenlos“                                                        |
| 2004 | Badischer Bläsertag in Kehl und Straßburg             | „Rendezvous am Rhein“                                                            |
| 2007 | 26. Landesposaunentag in Pforzheim                    | „Klänge in Gold - Schätze des Glaubens“                                          |
| 2011 | 27. Landesposaunentag in Wertheim                     | „Ein feste Burg …“                                                               |
| 2015 | 28. Landesposaunentag in Offenburg                    | „Töne der Freiheit“                                                              |
| 2019 | 29. Landesposaunentag in Bruchsal                     | „Lasst uns miteinander …“                                                        |
| 2023 | 30. Landesposaunentag in Mannheim                     | „Farbige Klänge - glänzende Aussichten“                                          |